# Валахия (княжество)
Вала́хия или Валашское княжество (Влашская земля; валаш. Цѣ́ра Рꙋмѫнѣ́скъ, лат. Transalpina, рум. Ţara Românească) — государственное образование на территории нынешней Румынии, существовавшее приблизительно с 1330 по 1859 годы, когда оно было объединено с Молдавским княжеством в Соединённые княжества Молдавии и Валахии.
В XV веке попало в вассальную зависимость от Османской империи. С XVIII века в стране установлен фанариотский режим.

## История

### Древние времена
Согласно Геродоту и другим античным источникам, с древнейших времен, территория к северу от нижнего течения Дуная, считалась частью западной Скифии. В ходе второй войны римлян с даками (105 год н. э.) западная Олтения стала частью римской провинции Дакия, а часть Валахии была включена в провинцию Мёзия. Римский лимес был первоначально построен вдоль реки Олт (119 год н. э.), прежде чем сместился немного на восток во II веке — в это время полоса укреплений простиралась от Дуная до реки Рукар в Карпатах. Лимес сдвинулся обратно к реке Олт в 245 году, а в 271 году римляне покинули регион.
В период римского владычества область была предметом романизации. Высказываются предположения о том, что и в процессе Великого переселения народов, когда в III веке земли к северу от нижнего течения Дуная перешли под контроль готов и союзных им племён (далее: с конца IV века — гуннов, с V века — славян), в этой части Дакии якобы проходила романизация. Однако такую точку зрения не поддерживают многие представители «миграционной» теории происхождения восточнороманского населения. В 328 году римляне построили мост между Суцидавой и Эском (близ Гигена), по которому шла активная торговля с народами к северу от Дуная. В 332 году император Константин I Великий напал на поселившихся за Дунаем готов. Период готского правления прервался, когда гунны прибыли в Паннонию и атаковали около 170 населённых пунктов по обе стороны Дуная. Однако после смерти Аттилы власть над Дакией, как сообщает Иордан, вновь вернули себе готы.

### Раннее Средневековье
Уже в VI веке к северу от нижнего течения Дуная (на территории будущей Валахии) известно славянское княжество — византийский историк VI в. Менандр упоминает славянского князя Даврита (другое прочтение его имени — Доврат или Лавр), к которому прибыли послы аварского хана Баяна.
Романизированное население Среднего и Нижнего Подунавья в восточнославянских источниках называлось волохами (влахами). Византийская империя владела территорией Валахии в V—VI веках, но со второй половины VI века и в VII веке славяне проникли в эту область и поселились на южном берегу Дуная. В 593 году византийский полководец Приск разбил войска славян, аваров и гепидов и к 602 году вынудил их отступить за Дунай. Император Маврикий пытался укрепить римские позиции на северном берегу Дуная, развернув там свою армию.
Валахия находилась под контролем Первого Болгарского царства с момента его создания в 681 году и до венгерского завоевания в IX веке Валахии, а затем Трансильвании в конце IX века. С началом упадка болгарского государства территория будущего княжества Валахия оказалась под контролем печенегов, продвинувшихся сюда с востока в X—XI веках. Около 1091 года земли будущей Валахии взяли под свой контроль половцы юга Руси. Начиная с X века, византийские, болгарские, венгерские и более поздние западные источники упоминают о существовании небольших государственных образований влахов во главе с князьями и воеводами.
Значительная часть влахов в IX—X веках приняла христианство по церковнославянскому обряду. Вместе с христианством распространилась славянская письменность, вследствие чего церковно-славянский язык вплоть до середины XVIII века оставался здесь официальным языком церкви и государственного делопроизводства. Уже в X—XI веках на территории современной Румынии стали возникать земельные владения (кнезаты), собственники которых назывались по-славянски князьями. Тем не менее, большинство сельского населения вплоть до XIV века составляли свободные общинники.
В 1241 году, во время монгольского вторжения в Европу, половецкое господство закончилось. Монгольское владычество на территории будущего Валашского княжества не зафиксировано документально, но оно остаётся весьма вероятным. Часть Валахии, вероятно, была объектом претензий венгров и болгар, но серьезное ослабление Венгерского королевства во время монгольских набегов способствовало созданию новых местных политических образований.

### Образование княжества Валахия
Первым упомянутым в письменных источниках местным воеводой является Литовой (1272), который правил землями по обе стороны Карпат (в том числе частью Трансильвании) и отказался платить дань венгерскому королю Ласло IV. Его преемником стал его брат Барбат (1285—1288). Продолжавшееся ослабление венгерского государства и падение династии Арпадов открыло путь для объединения валашских земель и их независимости от венгров.

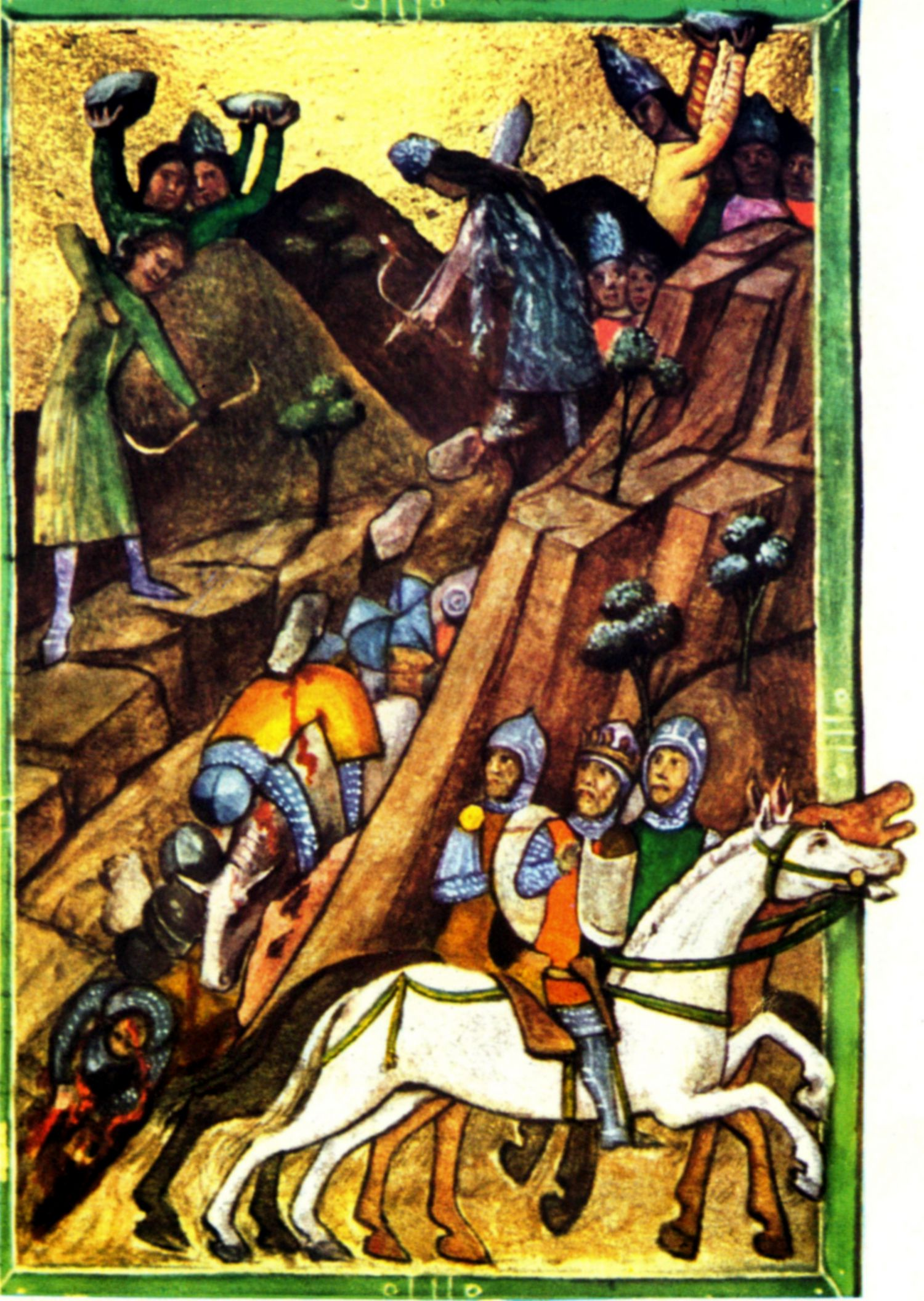
Битва при Посаде

Предание называет основателем Валашского княжества Раду Негру, жившего якобы на исходе XIII века. Более вероятно, что княжество было создано Басарабом I в 1310 году, который восстал против венгерского короля Карла Роберта, захватил земли по обе стороны от реки Олт и сделал столицей своих владений Кымпулунг-Мусчел. Басараб I отказался передать Венгрии Фэгэраш, Алмаш и Дробета-Турну-Северин, разбил Карла Роберта в битве при Посаде (1330) и занял земли на востоке — Буджак, впоследствии ставший частью исторической области Бессарабия. Правление здесь Басараба I прекратилось с захватом Килии ногайцами в 1334 году.
Басараба I сменил Николае I Александру, а затем Владислав I. Последний напал на Трансильванию, после того как Людовик Венгерский в 1368 году оккупировал земли к югу от Дуная и заставил валашского правителя признать свой сюзеренитет. В правление Владислава I также произошла первая конфронтация между Валахией и турками-османами. При Раду I и его преемнике Дане I Трансильвания и Дробета-Турну-Северин по-прежнему оспаривались Венгрией.

### 1400—1600 года

#### От Мирчи Старого до Раду Великого

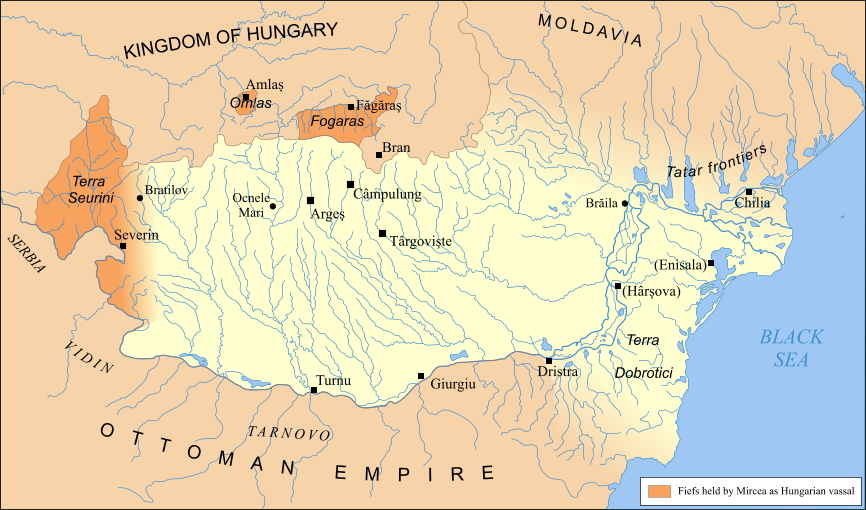
Валахия при Мирче Старом

К 1390-м годам войска Османской империи вышли к Дунаю и вскоре, форсировав его, вторглись в пределы Валахии. Господарь Мирча I Старый (1386—1418) разбил турок-османов в нескольких сражениях (в том числе в битве при Ровине в 1394 году) и изгнал их из Добруджи. В 1396 году Мирча Старый участвовал на стороне венгров в крестовом походе против турок, закончившемся поражением крестоносцев 25 сентября под болгарским городом Никополем. В 1397 и 1400 годах Мирча успешно отбивал набеги турок на свою страну. Однако, в 1417 году Мирча Старый был вынужден заключить мирный договор с турками, по которому Мехмед I взял под свой контроль Турну-Мэгуреле и Джурджу. Эти два города оставались частью Османской государства, с небольшими перерывами, до 1829 года.
В 1418—1420 годах Михаил I победил османов в Северине, однако был убит в ответном сражении. В 1422 году османская угроза на время была предотвращена, когда Дан II при помощи Пиппо Спано нанёс поражение Мураду II.

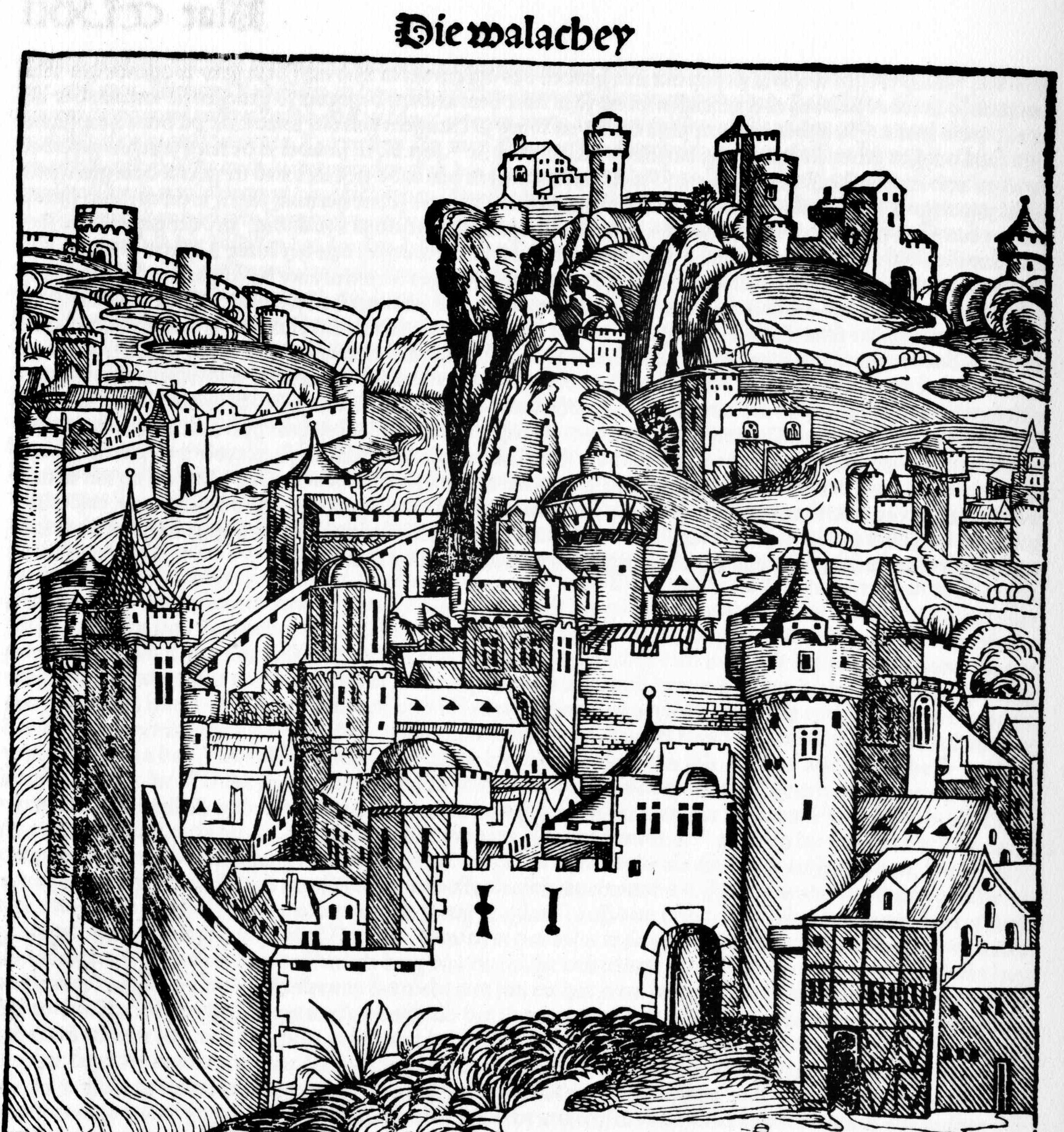
Валахия на миниатюре в Нюрнбергской хронике (1493)

В 1428 году был подписан мирный договор с турками, что ознаменовало собой начало периода внутреннего кризиса. Завязалась междоусобная война между Даном II и его двоюродным братом Раду II. В 1431 году на престоле утвердился Александру I Алдя, однако его позициям стал угрожать Влад II Дракул. В этих войнах претенденты на трон пытались использовать поддержку и Порты, и Священной Римской империи.
Следующее десятилетие ознаменовалось конфликтом между соперничающими домами Дэнешти и Дракулешти, влиянием Яноша Хуньяди, регента Венгрии, и восхождением к власти Влада III, более известного как Влад Дракула или Влад Цепеш. Цепеш сделал своей столицей Бухарест и осуществлял террор против мятежных бояр, опиравшихся на турецкую поддержку. В 1462 году он победил Мехмеда II в ночной битве под Тырговиште, но вскоре был вынужден отступить и обязаться платить туркам повышенную дань. В 1462 году Цепеша сверг его брат, ставленник турок, Раду III Красивый. Раду IV Великий (1495—1508) достиг компромисса с боярами, обеспечив период внутренней стабильности.

#### От Михни Злого до Петру Церцела
В конце XV века произошло возвышение рода Крайовеску. Его члены стали практически независимыми правителями Олтении и заручились османской поддержкой в борьбе с господарём Михней Злым (1508—1510). Михня Злой был свергнут и его сменил Влад V Тынэр. После его гибели династия Басарабов пресеклась и Крайовеску, в лице Нягое I Басараба, пришли к власти. Новый монарх добился стабильности и стал известен своими культурными преобразованиями — по его приказу, в частности, был возведён собор в Куртя-де-Арджеш. Нягое I Басараб также заключил союз с Людовиком II Венгерским. При Тедоше I страна снова подверглась четырёхмесячной турецкой оккупации. Эта опасность сплотила бояр вокруг Раду V Афумати. Однако в 1525 году по требованию валашского боярства во главе с Крайовеску господарь Раду V Афумати был вынужден подчиниться Османской империи и выплачивать ежегодную дань.

Валахия (выделена зелёным) к концу XVI века

Османский сюзеренитет действовал безраздельно на протяжении следующих 90 лет. Раду Паисий, свергнутый Сулейманом Великолепным в 1545 году, уступил туркам порт Брэила. Его преемником стал Мирча V Чобанул (1545—1554; 1558—1559) — ставленник султана. Он согласился с уменьшением автономии княжества и увеличением налогов, а также проведением вооружённой интервенции в Трансильванию против Яноша Запольяи. Конфликты между боярскими родами ужесточились при Петрешку Буне, фактически бояре уже правили страной при Петру Младшем (1559—1568), Михне II Таркитуле и Петру Церцеле.
Османская империя всё больше полагалась на Валахию и Молдавию как поставщиков новобранцев в армию. Местная валашская армия вскоре исчезла в связи с увеличением расходов и гораздо большей эффективностью наёмных войск.

### XVII век

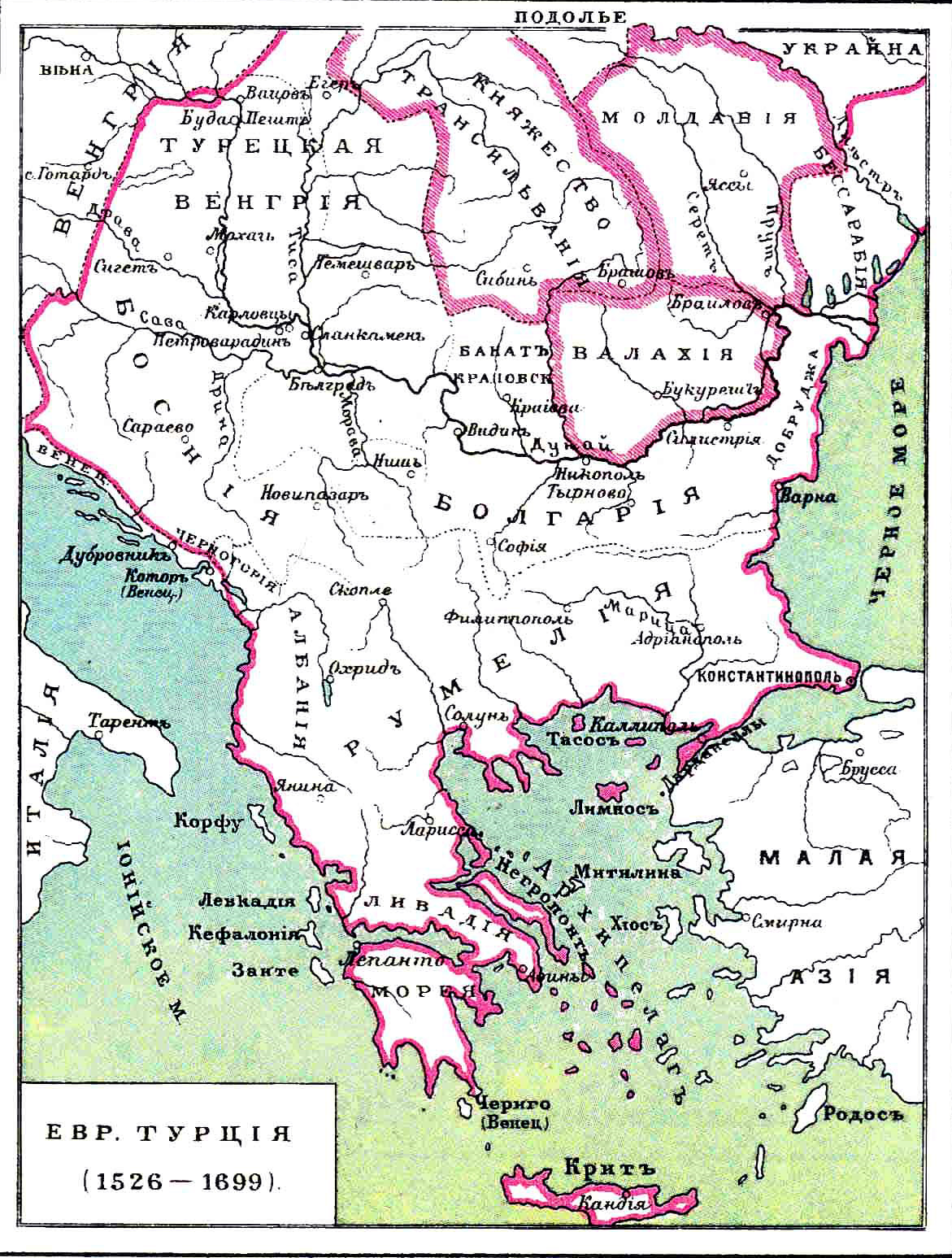
Карта Европейской части Османской империи (1526—1699)

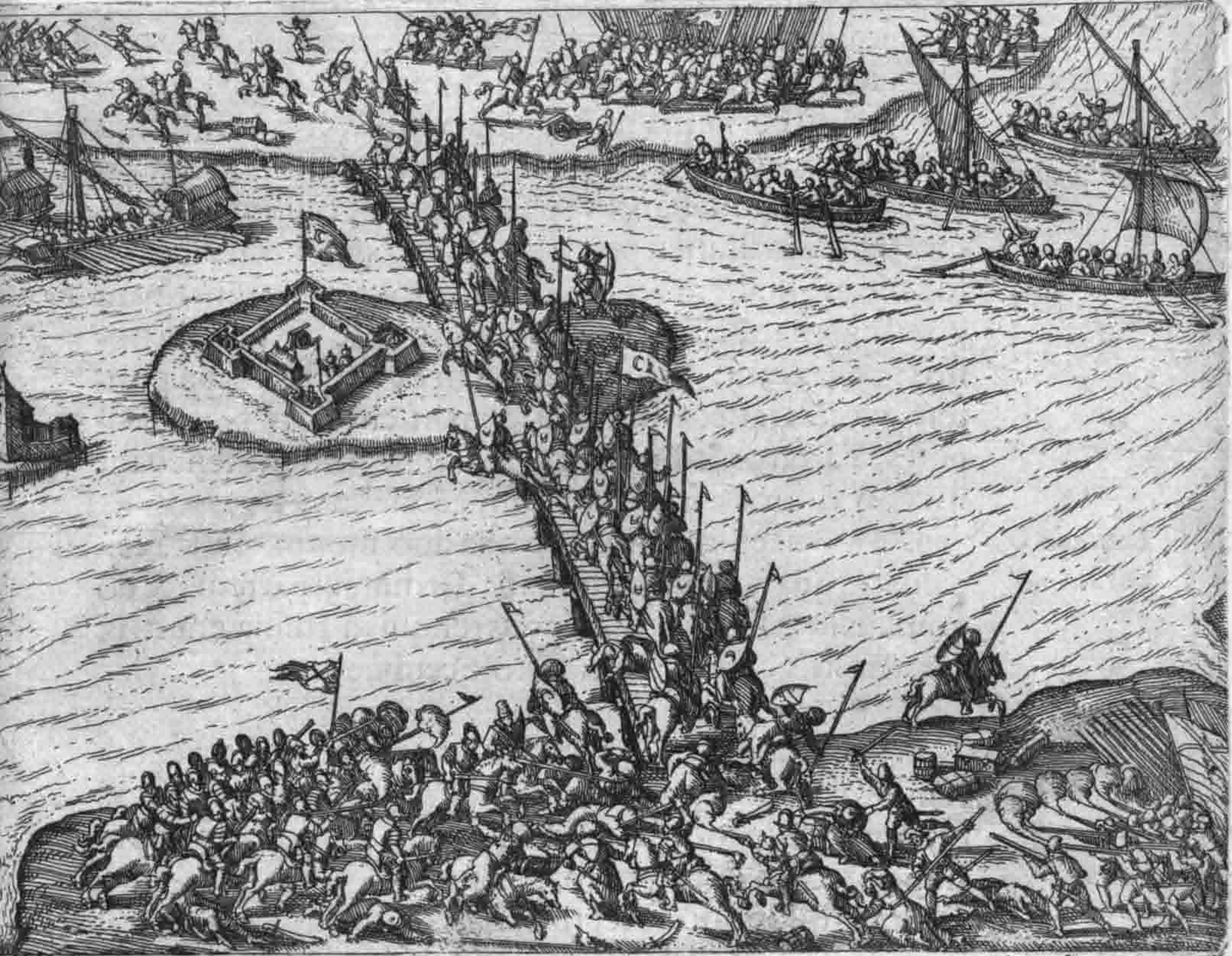
Битва между Михаем Храбрым и турками у Джурджу (1595)

В 1593 году на трон взошёл Михай Храбрый. Объединившись с князем Трансильвании Жигмондом Батори, он напал на войска Мурада III под Кэлагурэни. Вскоре Михай Храбрый признал себя вассалом императора Священной Римской империи Рудольфа II и в 1599—1600 годах вторгся в Трансильванию и Молдавию, чтобы не позволить польскому королю Сигизмунду III взять эти территории под свой контроль. Ненадолго Михай Храбрый объединил все территории, где жили влахи, восстановив границы древнего государства Дакия. После его гибели Валахия была оккупирована польско-молдавской армией, которая занимала регион до 1602 года.
Последний этап роста Османской империи принёс увеличение нагрузки на Валахию. Политический контроль сопровождался турецкой экономической гегемонией, перенесением столицы из Бухареста в Тырговиште (ближе к османской границе), введением крепостного права и снижением значимости местных бояр. Кроме того, турецкая административная политика привела к притоку в регион греков и левантийцев, назначаемых на высокие посты, что вызывало возмущение местных жителей. Матей Басараб, избранный боярами правителем, принёс длительный период относительного мира (1632—1654), за исключением битвы под Финтой в 1653 году, когда влахи-трансильванцы сражались против молдаван и запорожских казаков. Тесный союз между новым молдавским правителем Георге Стефаном и преемником Матея Басараба Константином Щербаном поддержал князь Трансильвании Дьёрдь II Ракоци, но их попытка добиться независимости от османов была пресечена войсками Мехмеда IV в 1658 году. Правление Георге Гики и Григоре Гики, ставленников султана, ознаменовалось вооружённой борьбой между родами Баляну и Кантакузенов. Борьба боярских семей завершилась победой Кантакузенов — члены этого рода Антоние Попести и Георгий Дука на короткое время заняли престол господарей Валахии.

### Русско-турецкие войны и правление фанариотов

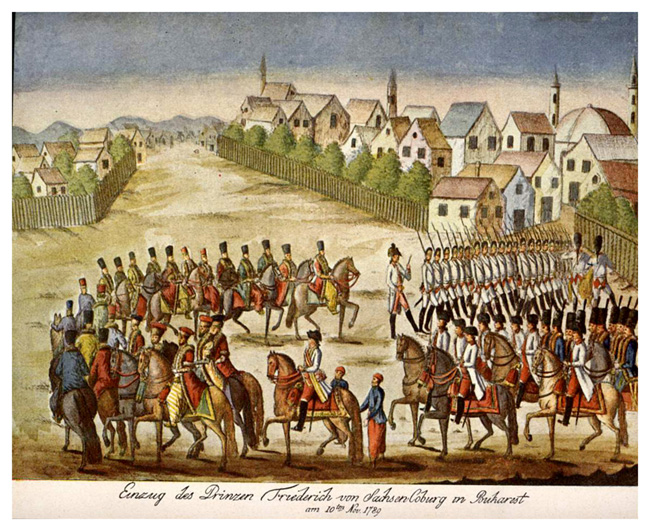
Войска принца Иосии Кобургского в Бухаресте в 1789 году

В период Великой турецкой войны Валахия стала мишенью для Габсбургской монархии, несмотря на то, что её правитель Константин Брынковяну тайно и безуспешно пытался договориться с ней о борьбе против Османской империи. Правление Константина Брынковяну (1688—1714), отмеченное культурным подъёмом, совпало с усилением Русского Царства при царе Петре I. Валашский господарь симпатизировал России в Прутском походе, из-за чего лишился трона и жизни по приказу султана Ахмеда III. Несмотря на формальное осуждение политики своего предшественника, новый правитель Валахии Штефан Кантакузен поддержал антитурецкие инициативы Габсбургов и предоставил право прохода армии принца Евгения Савойского. За это Штефан Кантакузен был свергнут и казнён турками в 1716 году.
Сразу же после свержения Штефана Кантакузена турки отказались от чисто номинальной выборной монархии в Валахии и Молдавии и стали назначать правителей из числа фанариотов — греков, выходцев из Константинополя. Первым правителем-фанариотом Валахии стал Николай Маврокордат, занимавший до того престол Молдавии.
Параллельно Валахия стала полем битвы в ходе войн между Османской империей с одной стороны и Россией и Габсбургской монархией с другой. Николай Маврокордат был свергнут в результате боярского мятежа и арестован габсбургскими войсками во время Австро-турецкой войны 1716—1718 годов, когда османам пришлось уступить Олтению Карлу VI по Пожаревацкому миру. Олтенийские бояре вскоре разочаровались в новых порядках и область была возвращена Валахии в 1739 году.
Князь Константин Маврокордат, который курировал новые изменения в границах, также был ответственным за эффективное упразднение крепостного права в 1746 году, положившее конец исходу крестьян в Трансильванию. В течение этого периода бан Олтении переехал из своей резиденции в Крайове в Бухарест, что стало одним из символов стремления к централизации.
В 1768 году во время Русско-турецкой войны (1768—1774) Валахия перешла под управление России, чему способствовало антитурецкое восстание Пырву Кантакузена. Условия Кючук-Кайнарджийского мира (1774) позволили России встать на защиту местного православного населения и тем самым снизить османскoе влияние.
Габсбургские войска под командованием принца Иосии Кобургского вновь вошли в страну в 1789 году в ходе Русско-турецкой войны 1787—1791 годов после свержения Николая Маврогениса.
Период кризиса в Османской империи к тому времени сменился возрождением. Олтения была опустошена экспедицией Османа Пазвантоглу. В результате этого похода в 1799 году валашский князь Константин Хангерли был казнён по подозрению в измене, а новый правитель Александр Мурузи отрёкся от престола (1801). В 1806 году совершённое турками под влиянием Франции Наполеона I смещение валашского правителя Константина Ипсиланти без согласия России стало поводом к началу Русско-турецкой войны 1806—1812 годов. Война привела к вторжению в страну российских войск под командованием генерала М. А. Милорадовича. После заключения Бухарестского мира (1812) правителем Валахии был провозглашён Ион Георге Караджа, инициировавший строительство культурных и промышленных предприятий. В этот период Валахия приобрела стратегическое значение для большинства европейских государств, заинтересованных в приостановлении российской экспансии. В Бухаресте были открыты консульства европейских держав, в регион активно стали проникать промышленники и торговцы.

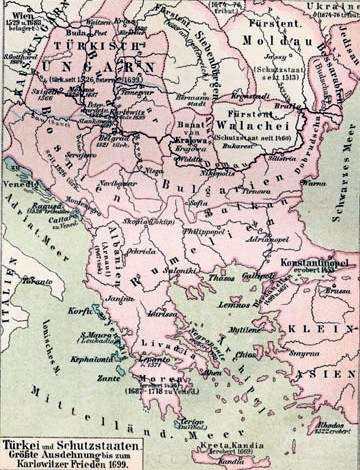
Балканы в 1699 году
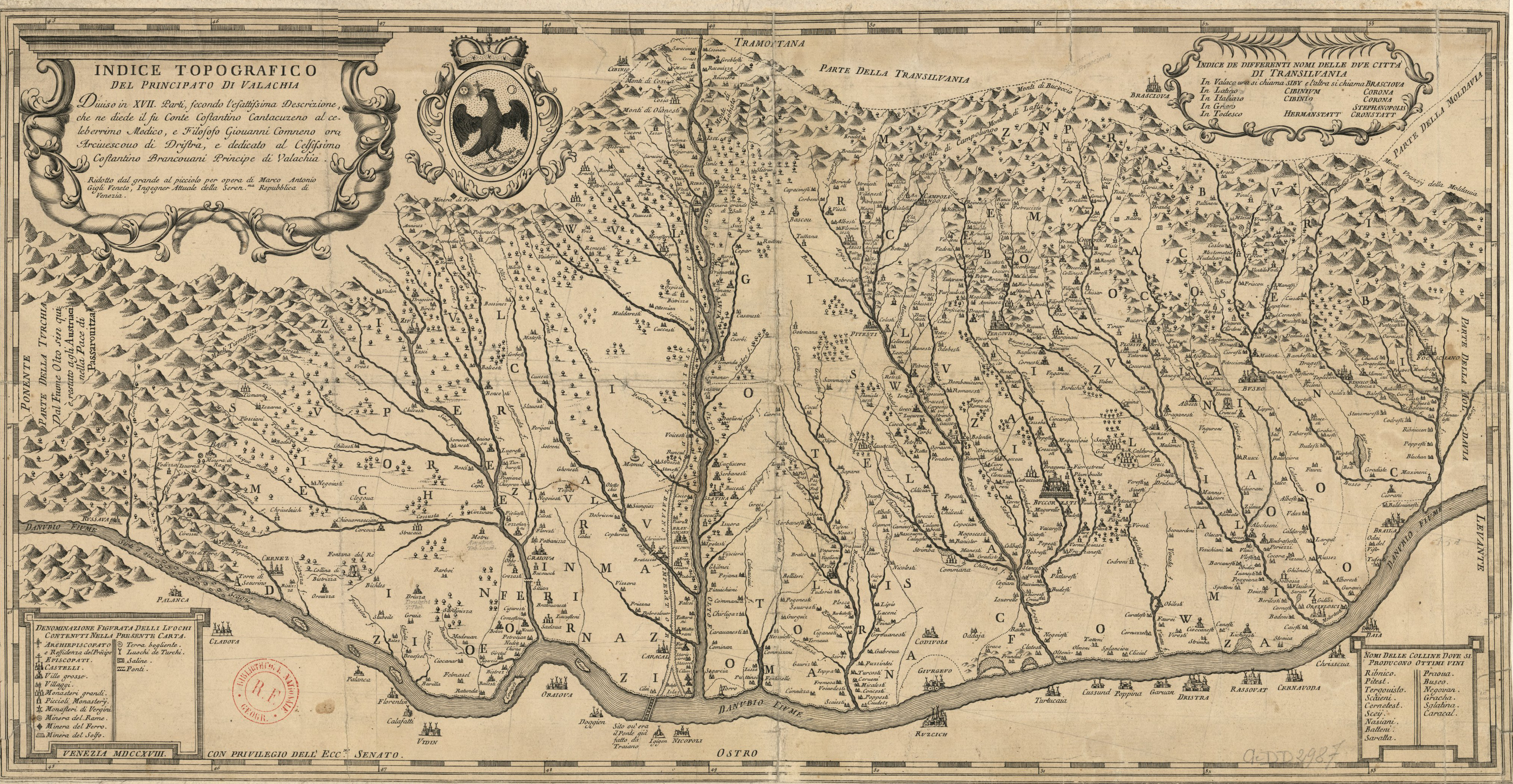
Карта Валахии
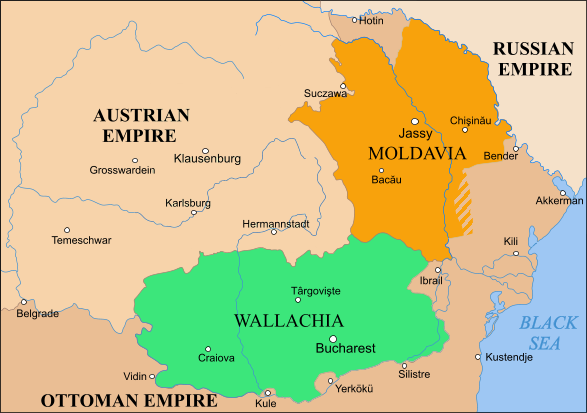
Княжество Валахия (выделено зелёным) в 1793—1812 годах

### От Валахии к Румынии

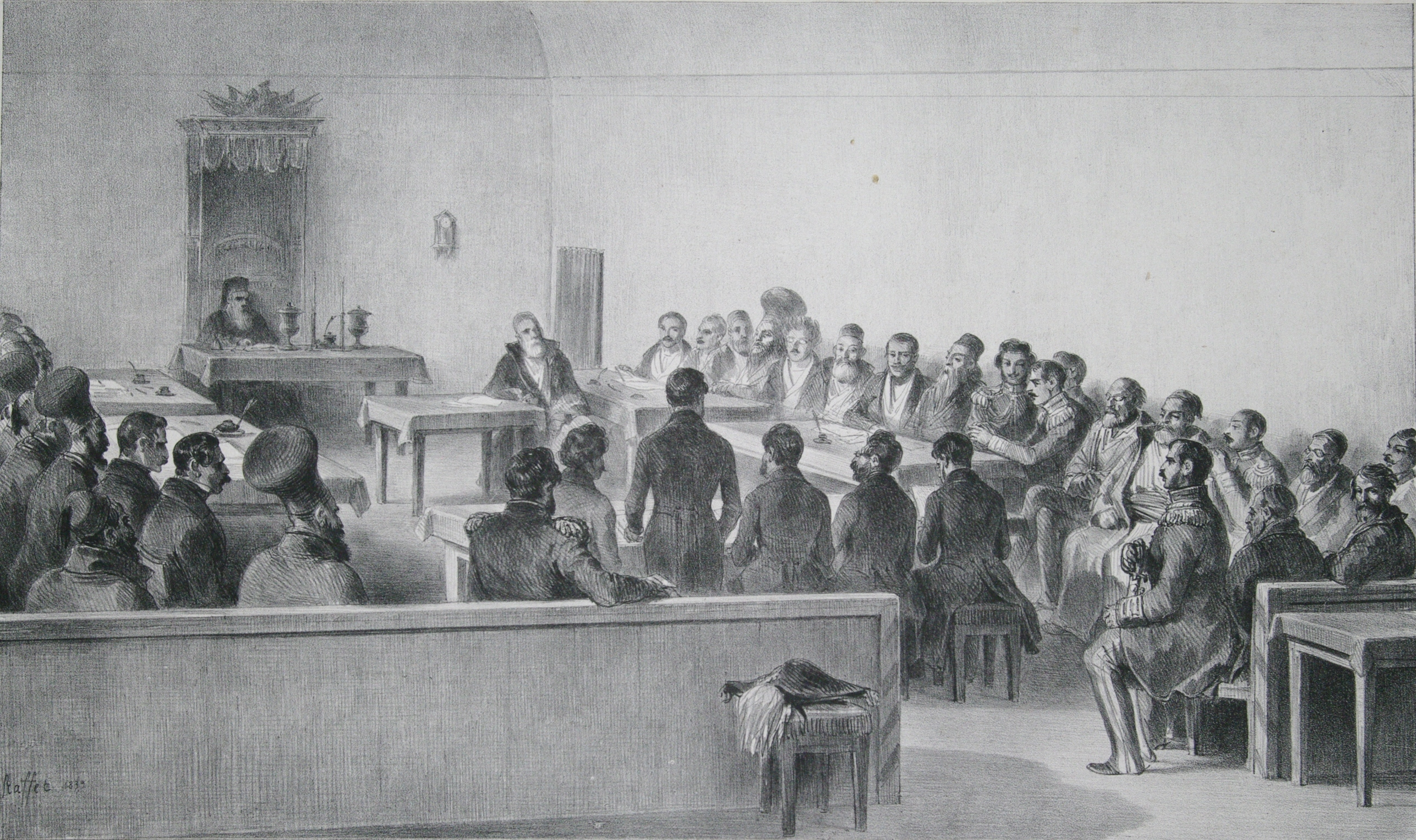
Законодательное собрание в Валахии, 1837

#### Начало XIX века
Смерть князя Александра Суцу в 1821 году совпала с началом Греческой революции. В этих условиях местное боярство образовало регентский совет, пытаясь блокировать приход к власти Скарлата Каллимаки. В 1821 году в Олтении началось восстание под руководством Тудора Владимиреску, направленное на свержение господства фанариотов в Валахии.
21 марта 1821 года Тудор Владимиреску вступил в Бухарест. Однако, в течение следующих недель его отношения со сторонниками ухудшились, особенно после того, как он попытался заключить соглашение с турками. Лидер греческих революционеров Александр Ипсиланти предпринял неудачную попытку поднять против Османской империи и Дунайские княжества. Турки стали подозревать фанариотов в связях с Александром Ипсиланти и султан Махмуд II решился на оккупацию Дунайских княжеств и ликвидацию фанариотского правления. Новым правителем Валахии стал Григорий IV Гика, однако он был свергнут в ходе Русско-турецкой войны 1828—1829 годов.
Адрианопольский мирный договор 1829 года предоставил Дунайским княжествам автономию. Валахии были возвращены Брэила, Джурджу и Турну-Мэгуреле. Договор также позволил Молдавии и Валахии свободно торговать с другими государствами, что благотворно сказалось на экономике двух стран. Многие положения были уточнены в 1826 году в Аккерманской конвенции между Россией и Османской империей. Обязанность контролировать территории Дунайских княжеств была возложена на русского генерала П. Д. Киселёва. В этот период была восстановлена валашская армия (1831), проведена налоговая реформа, а также произведены градостроительные работы в Бухаресте и других городах. В 1834 году трон Валахии занял Александр II Гика. Это противоречило Адрианопольскому договору, так как он не был избран Законодательным собранием. В 1842 году он был заменён избранным князем Георге Бибеску.

#### 1840—1850-е годы

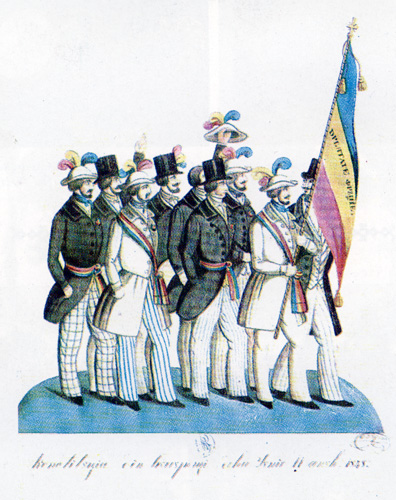
Революционеры несут раннюю версию флага Румынии. Текст на флаге можно перевести как «Справедливость и братство». 1848 год.

В начале 1840-х годов в Валахии стали нарастать революционные настроения. В 1843 году молодыми офицерами, такими как Николаэ Белческу и Митицэ Филипеску, было образовано подпольное общество Frăţia, начавшее планировать революцию, чтобы свергнуть Бибеску. Этот государственный переворот изначально имел успех только в Турну-Мэгуреле, где толпы приветствовали Ислазскую прокламацию, провозглашавшую политические свободы, независимость, необходимость проведения земельной реформы, а также создание национальной гвардии. 11—12 июня 1848 года восставшие свергли Бибеску и образовали Временное правительство. Относясь с сочувствием к антироссийской риторике революционеров, турки под давлением России перешли к подавлению восстания. Османские войска вошли в Бухарест 13 сентября. Российские и турецкие войска, присутствующие в стране до 1851 года, возвели на трон Барбу Штирбея, большинство участников революции были отправлены в изгнание.

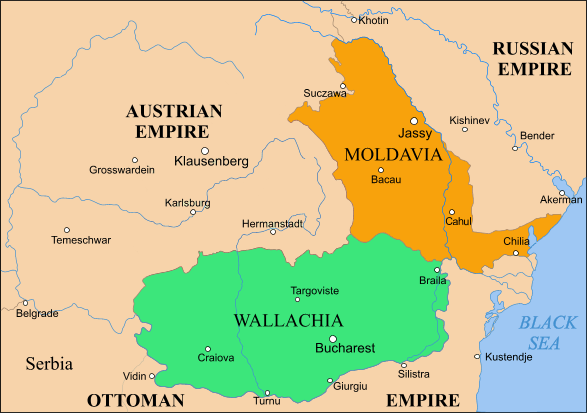
Валахия (выделена зелёным) после Парижского мира 1856

По результатам Крымской войны (1853—1856) Валахия и Молдавия были переданы под совместную опеку Османской империи и Конгресса Великих держав (Великобритании, Франции, Сардинии, Австрийской империи, Пруссии, и, частично, России).
В 1859 году по результатам выборов в Особый совет был оформлен союз Валахии и Молдавии. В январе 1859 года князем Молдавии был избран Александру Иоан Куза, а 5 февраля он же стал князем Валахии. Утверждение султана последовало только в 1861 году, и 24 декабря этого года Александру Иоан Куза объявил себя князем объединённой Румынии. В 1866 году правителем стал Кароль I, объявивший в 1881 году Румынию королевством.

## Символика

### Флаг
Впервые флаг Валахии описывается в документе 1598 года. В нём говорится, что Михай Храбрый имел большое знамя из белого дамаста, на котором был изображен «ворон, сидящий на зелёных можжевеловых ветвях, в его серебряном клюве золотой обрубленный двойной крест».
С 1831—32 годов в соответствии с Органическим регламентом в валашской и молдавской армиях появляются национальные флаги: валашский флаг состоял из желтой и красной полос, а молдавский — из синей и красной.
В 1834 году султан Турции Махмуд II назначил двух новых господарей: М. Стурдзу в Молдавское княжество и А. Гику в Валахию. В том же году Александр Гика представил на утверждение султана проекты цветовых решений для военно-морских и военных флагов. Последний представлял собой флаг с красной, синей и жёлтой полосами, а также со звездами и орлом на средней полосе. Вскоре порядок цветов был изменен, и в центре появился желтый цвет. Султан утвердил добавление к красному и жёлтому цветам валашского флага синий и разрешил Валахии использовать торговый флаг: «жёлтое полотнище с красной первой четвертью, в которой увенчанный тремя белыми звездами синий орёл с мечом и скипетром в когтях».
Другой флаг 1834—1835 годов состоял из трёх горизонтальных полос: красной, желтой и синей. В середине флага изображен орёл, держащий крест, и звезда. По углам полотнища изображены монограмма князя «A». Флаг хранился в Зале чести Музея войск Румынии. Предположительно, что под этим флагом плавали по Дунаю валашские боевые суда.
В 1848 году, сине-жёлто-красный триколор был адаптирован как революционное знамя в столице Валахии Бухаресте. 14 (26) июня 1848 года Временное правительство Валахии издало декрет, по которому сине-жёлто-красный триколор провозглашён революционным флагом. Флаг с горизонтальным расположением полос стал символом революции 1848 года в Валахии, и, по мнению революционеров, символизировал флаги трёх исторических областей: голубой цвет — Валахии, золотой — Семиградья, красный — Молдавии. Также эти цвета могли трактоваться как девиз: «Свобода, справедливость, братство». После подавления революции старые флаги были восстановлены, а революционеры наказаны за ношение триколора.
По условиям Парижского договора 1858 года между Францией, Россией, Англией, Пруссией, Сардинией и Османской империей для Валахии был установлен жёлто-синий, а для Молдавии — красно-синий флаги.
После объединения Княжеств Молдавии и Валахии 22 июня того 1861 года Куза объявил триколор официальным гражданским флагом Соединённых княжеств. Флаг представлял собой красно-желто-синий румынский трехцветный флаг с горизонтальными полосами. Ни порядок полос, ни пропорции гражданского флага неизвестны. П. В. Нэстурель утверждал о символизме флага, что «с 1859 по 1866 год он олицетворял то же, что и в 1848 году: свободу, справедливость, братство». Также продолжали использоваться флаги Валахии и Молдавии. С 1866 году Соединённые княжества Валахия и Молдавия имели красно-желто-синий триколор с горизонтальными полосами в качестве национального флага. Флаг был описан в Almanahul român din 1866 как «трёхцветный флаг, разделённый на три полосы, красный, жёлтый и синий, и расположенные горизонтально: красный вверху, синий внизу и желтый посередине». Хотя Османская империя не позволяла Соединенным княжествам иметь свои собственные символы, тем не менее новый флаг получил международное признание.

Реконструкция флага Валахии времён Михая Храброго. 1598 год.
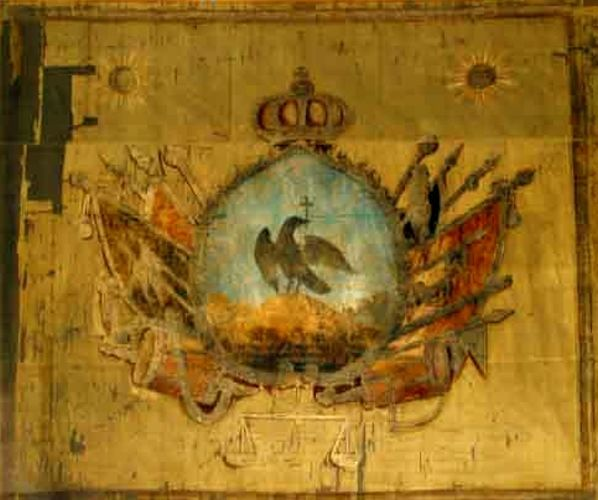
Государственный флаг времён Григория Гика. 1822 год.
Национальный флаг в соответствии с Органическим регламентом. 1831 год.
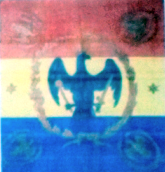
Военный флаг при Александре Гике. 1834 год.
Торговый флаг при Александре Гике. 1834 год
Флаг судов валашской милиции. 1855 года.
Флаг валашских революционеров 1848 года.
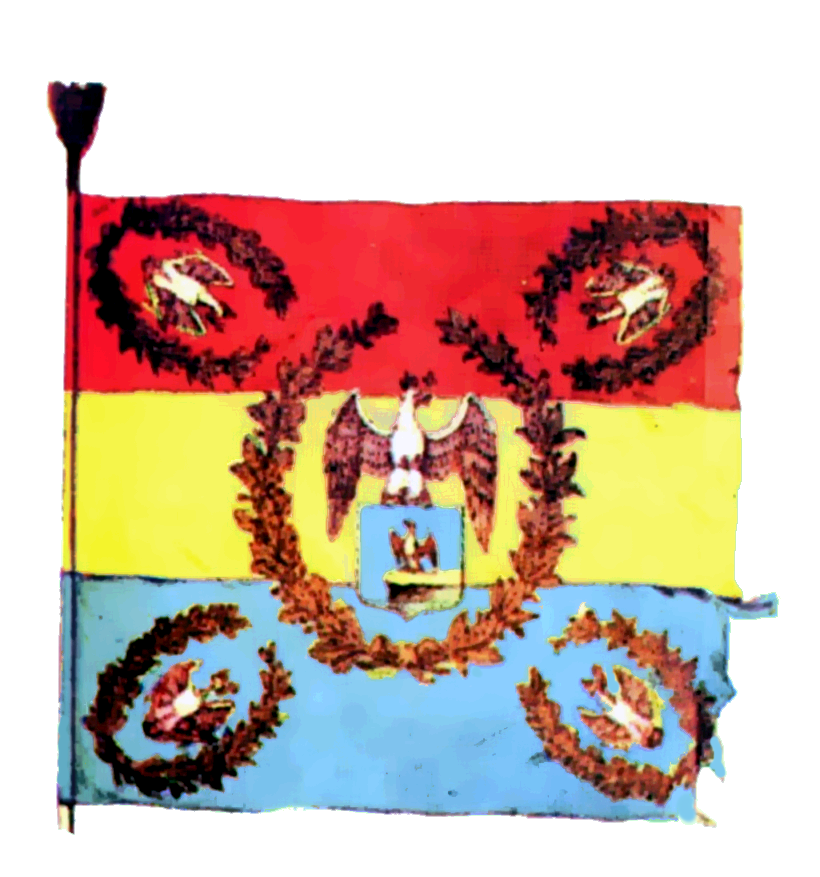
Военный флаг Валахии 1852 года
Флаг Валахии по условиям Парижского договора
Флаг Соединённых княжеств Валахии и Молдавии. 1866 год.

### Герб
Некоторые исследователи производят герб Валахии от Валерия Мессалы Корвина, который во времена императора Тиберия завоевал территории будущих Венгрии и Валахии. Из этого рода были венгерские короли Хуняди-Корвины Иоанн (Янош) и Матвей (Матьяш).
Одно из первых упоминаний герба Валахии в цвете содержится в документе, датируемом 1598 г. В нем говорится, что «господарь Михай имел большое государственное знамя: белый дамаст (камчатное полотно), на котором был изображен ворон, сидящий на зелёных можжевеловых ветвях, в его серебряном клюве золотой обрубленный двойной крест».
Описание герба Валахии, включенного, наряду с гербами других владений князей Кантакузенов, в состав их родового герба: «в лазуревом поле золотой ворон на зелёной скале, держащий в клюве золотой крест, сопровождаемый золотыми же солнцем и полумесяцем». Существует вариант с чёрным вороном.
Впоследствии ворон на гербе был заменён орлом, что должно было отразить популярные в XIX веке взгляды о происхождении валахов от римлян.

Герб венгерского трансильванского рода Хуньяди, от которого, по одной из распространённых теорий, произошёл герб Валахии
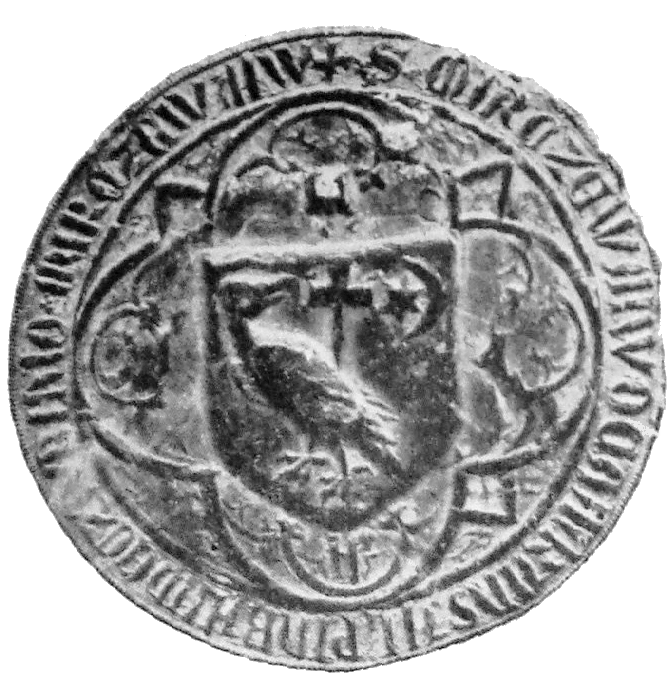
Печать воеводы Мирчи Старого (около 1390 года) с изображением герба Валахии
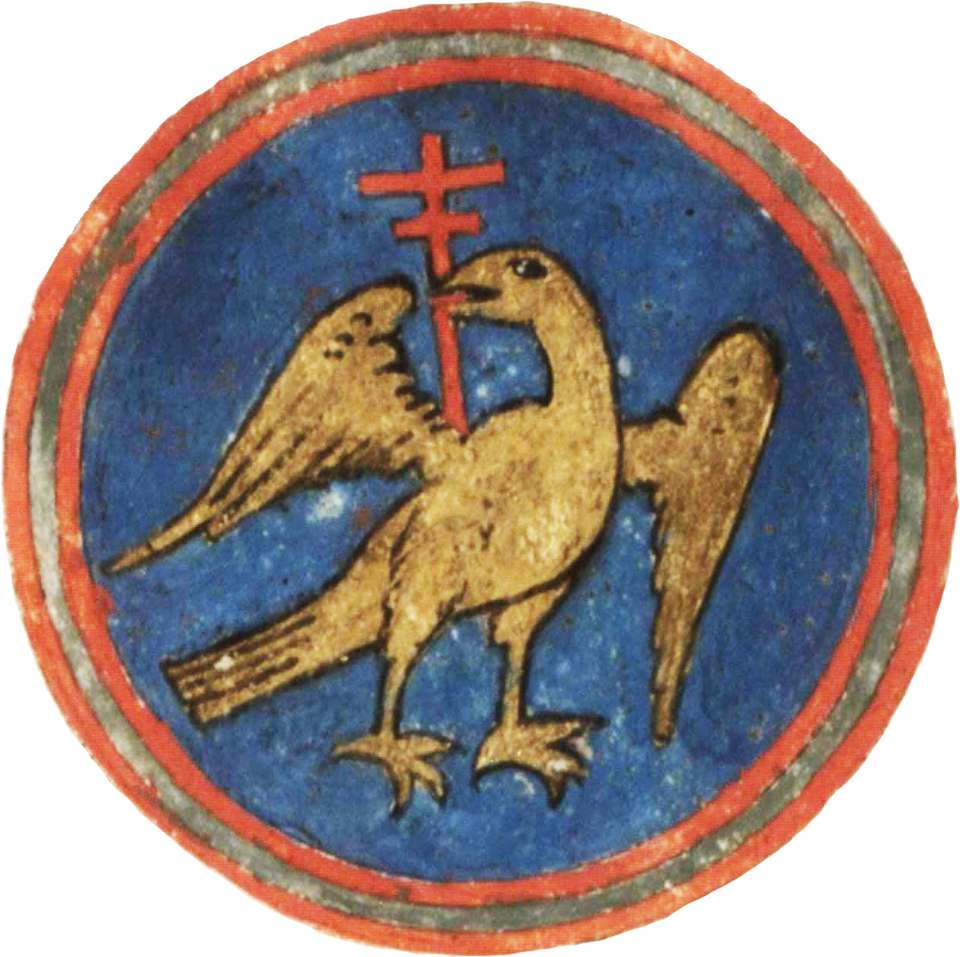
Герб Александра Князька. 1624 год.
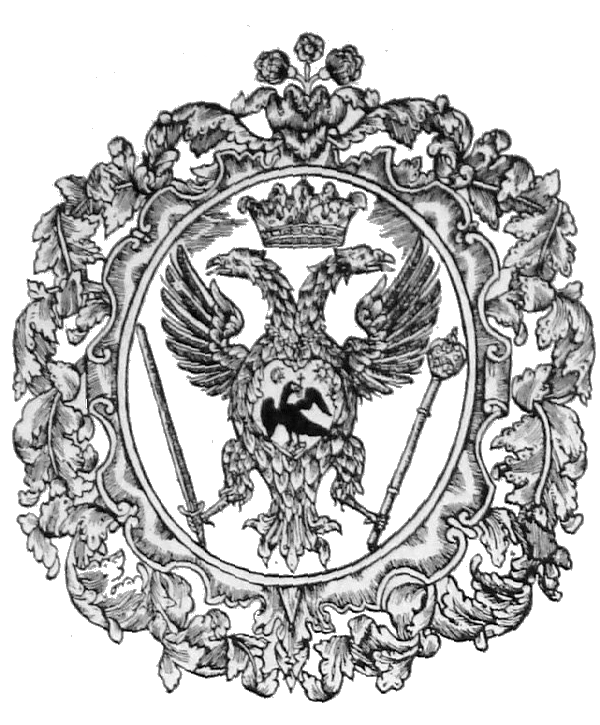
Герб Шербана Кантакузена из аристократического рода Византийской империи. 1688 год.
Герб Константина Брынковяну. 1700 год.
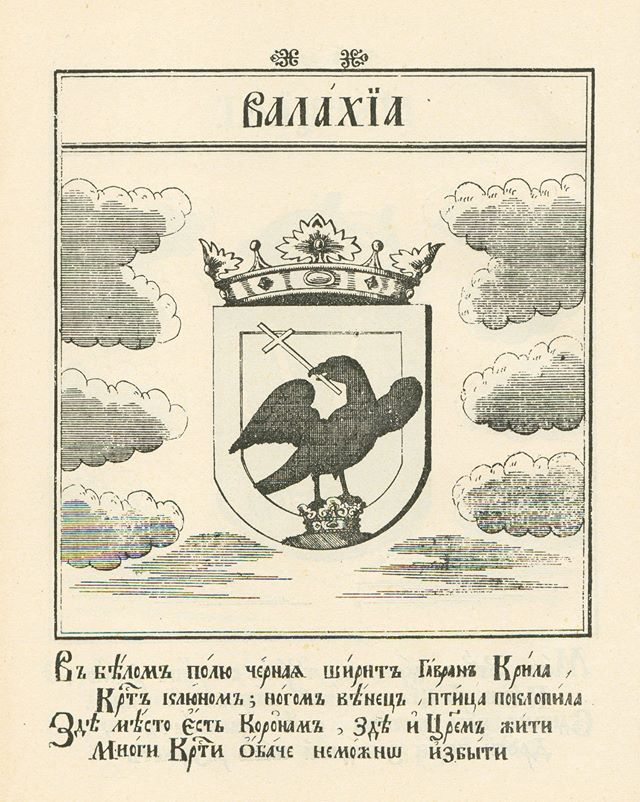
Герб Валашского княжества из Стемматографии. 1702 год.
Реверс с российской монеты 1 пара 3 деньги. 1772 год.
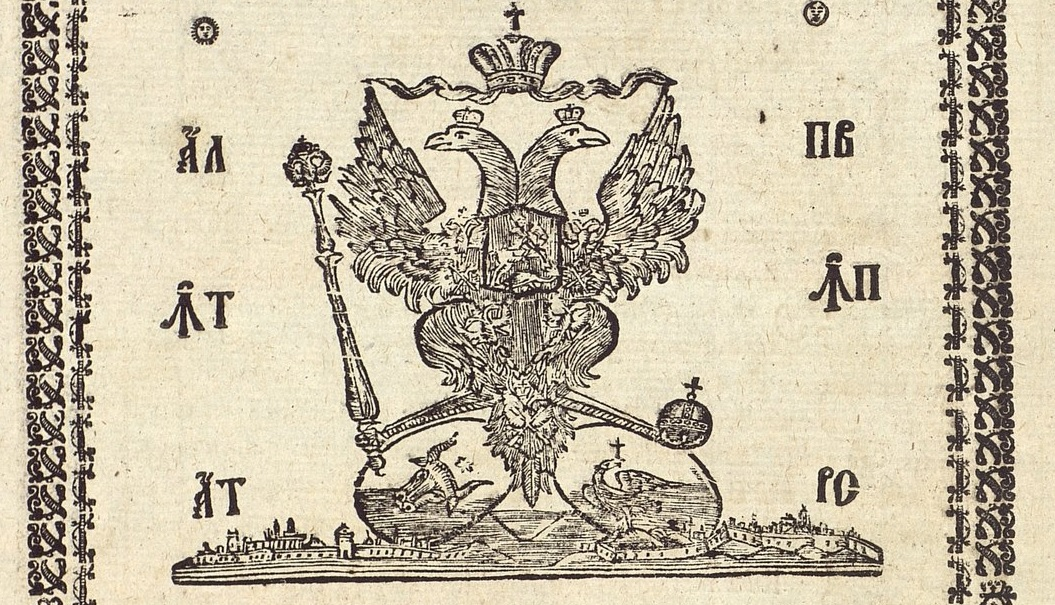
Герб России, как покровителя Валахии и Молдавии из книги Нямецкого монастыря. 1809 год
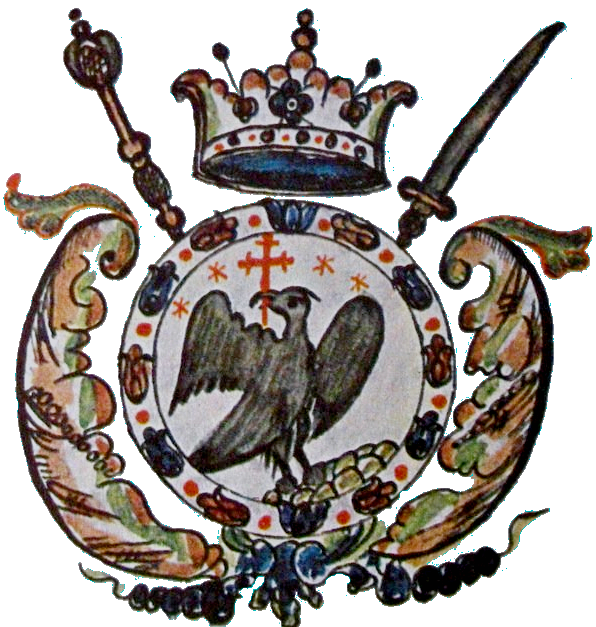
Герб Александра Ипсиланти. 1795
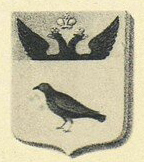
Герб Валашского полевого полка Российской империи, формировавшегося из жителей Валахии. Датируется 1779 годом.

В 1420 году немецкий хронист Ульрих фон Рихенталь в своей «Хронике Констанцкого Собора», рассказывая о Средневековой Бессарабии, как в Средние века называли Валахию по династии Басарабов, и Валахии поместил вымышленные гербы Басарабии и Валахии с изображением чернокожих людей. Это, вероятно, связано с существовавшим в то время названием предков румын — моровлахи, что означало «чёрные влахи». Этот же герб повторяет П. Витезович в своей книге «Стемматография», изданной в 1702 году.

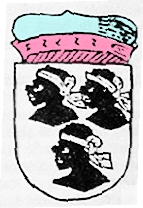
Вымышленный герб из «Хроники Констанцкого Собора» 1420 год.
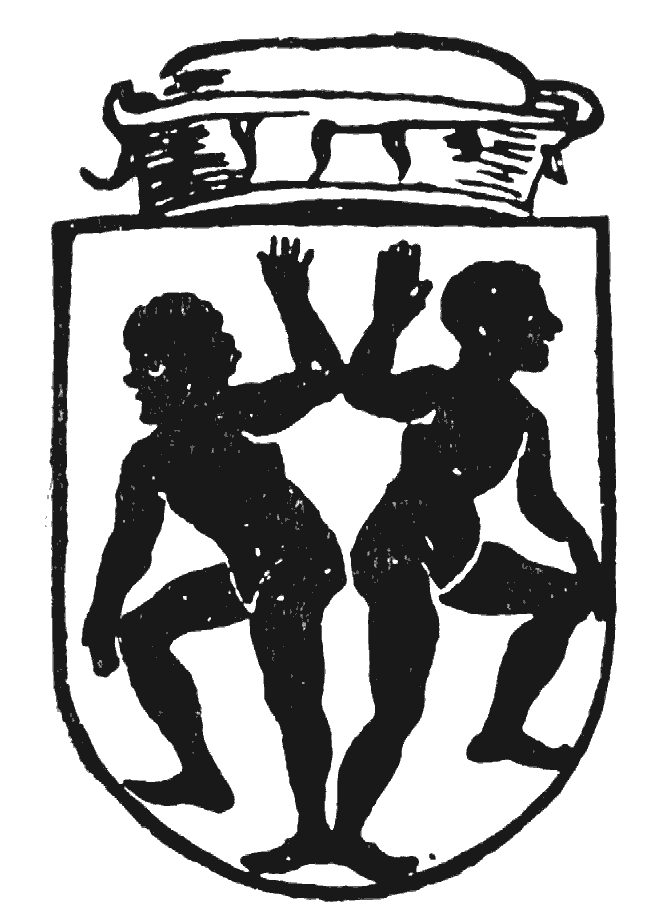
Из издания «Хроники Констанцкого Собора» 1536 года.
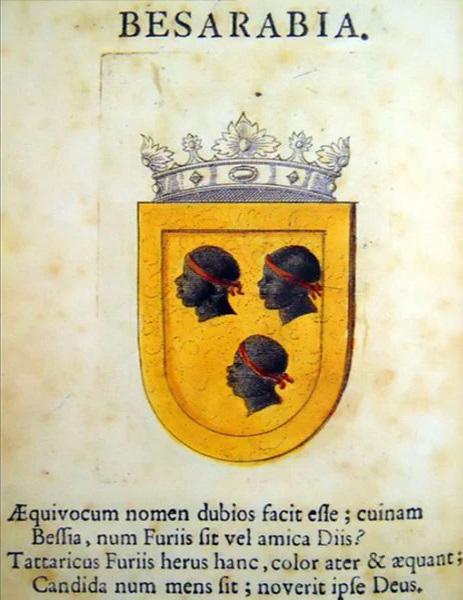
Из книги «Стемматография». 1702 год.

В 1834 году князь Александр Гика вводит символ Валахии в виде синего орла, держащего в лапах скипетр и меч. Именно это изображение было на его флаге.

## Языки княжества
Первый письменный язык княжества — славянский. Древнейшие памятники церковной письменности написаны на современном им болгарском церковном языке лишь с некоторыми орфографическими особенностями. В то же время язык древнейших светских грамот княжества сильно отличается от языка современных им болгарских грамот. И различия эти довольно глубокие. Валашские грамоты передают такие особенности живой славянской речи, какие в самой Болгарии грамоты не отражают. В валашских грамотах также встречаются формы и слова, которые хорошо известны лишь памятникам позднего (новоболгарского) языка, тогда как среднеболгарская письменность их не знает.
Начало славянской письменности в Валахии (а также Молдавии) положили болгарские беженцы в 1393—1396 годы. Затем она приобрела собственные особенности, которых болгарская церковная письменность не знала. Древнейшая валашская грамота сохранилась от времён господаря Владислава. Сохранилась молдавская грамота 1374 года. Во второй половине XIV века литературным языком в Валахии и Молдавии был славянский язык: на нём писались дарственные грамоты, жалобы, выдавались охранные грамоты купцам, писали на надгробьях (напр. на могиле Николая Басараба 1364 года), надписи на печатях и монетах валашских и молдавских господарей. В языке славянских грамот отражены местные славянские говоры, книжный среднеболгарский язык, сербский язык «ресавской» письменности и языки неславянские (в первую очередь венгерский).